# Astorgio Agnesi
Astorgio Agnesi (Napoli, 1391 – Roma, 10 ottobre 1451) è stato un cardinale e arcivescovo cattolico italiano.

## Biografia
Nato da una nobile famiglia napoletana, fu «uomo di molta dottrina fornito, e di pari prudenza, e destrezza ne' maneggi…».
Fu nominato a diverse sedi episcopali: Mileto dal 18 settembre 1411, Ravello dal 15 febbraio 1413, Melfi dal 25 gennaio 1418, Ancona dal 6 marzo 1419, Ascoli di Puglia dal 26 agosto 1422 (ma rifiutò il trasferimento a questa sede), Benevento dall'8 febbraio 1436, arcidiocesi che occupò fino alla morte. Fu anche amministratore della diocesi di Canne dal 1445 al 1448.
Fu governatore pontificio del ducato di Spoleto e della Marca anconitana dall'agosto 1426 ad aprile 1427 e governatore di Bologna dal settembre 1447.
Fu creato cardinale presbitero da papa Niccolò V nel concistoro del 20 dicembre 1448 ed ottenne il titolo cardinalizio di Sant'Eusebio il 3 gennaio 1449. È stato camerlengo del collegio dei cardinali dal 27 ottobre 1449 fino al 1450.
Morì a Roma il 10 ottobre 1451 e fu sepolto nella basilica di Santa Maria sopra Minerva.